# Belgaum Challenger
Il Belgaum Challenger è stato un torneo professionistico di tennis giocato su campi in cemento. Faceva parte dell'ATP Challenger Series. Si è giocata una sola edizione nel 2003, a Belgaum in India.

## Albo d'oro

### Singolare
| Anno | Campione     | Finalista        | Punteggio |
| ---- | ------------ | ---------------- | --------- |
| 2003 | Jurij Ščukin | Dieter Kindlmann | 6–3, 6–2  |

### Doppio
| Anno | Campioni                        | Finalisti                   | Punteggio      |
| ---- | ------------------------------- | --------------------------- | -------------- |
| 2003 | Michal Mertiňák Branislav Sekáč | Mustafa Ghouse Vishal Uppal | 7–6(3), 7–6(2) |